# Nora Chesson
Eleanor (Nora) Chesson z d. Hopper (ur. 2 stycznia 1871, zm. 14 kwietnia 1906) – angielska poetka i pisarka pochodzenia irlandzkiego, działająca aktywnie na rzecz irlandzkiego odrodzenia narodowego.

## Życiorys
Urodziła się jako Eleanor Jane Hopper, córka kapitana Harmana Baillie Hoppera, irlandzkiego oficera piechoty na emeryturze, oraz Walijki Caroline Augusty Francis. W 1871 roku zmarł kapitan Hopper, a Nora i jej matka przeprowadziły się do Londynu, gdzie mieszkały w Kensington, zanim osiedliły się w Notting Hill. Kształciła się w Cumberland House w South Kensington, gdzie uczyła się głównie malarstwa. Nora zaczęła pisać wiersze w młodym wieku, a w 1887 roku opublikowała swój pierwszy wiersz w Family Herald. Później publikowała wiersze i opowiadania w wielu czasopismach, w tym National Observer, Pilot i Yellow Book. W 1894 roku wydała tomik opowiadań i wierszy Ballads in Prose (Ballady prozą), czym zwróciła na siebie uwagę Williama Butlera Yeatsa.
W dniu 5 marca 1901 roku poślubiła pisarza Wilfrida Hugh Chessona i zamieszkali w North Sheen, Surrey. Mieli troje dzieci: córki Ann Caroline Spry (ur. 1902) i Dagmar (ur. 1906) oraz syna Dermota (ur. 1904). W 1902 Chesson wydaje zbiór wierszy Aquamarines, w 1906 Dirge for Aoine and other poems. Publikuje wiersze i recenzje w czasopismach, w tym Folklore, Celt i New Ireland Review, pisze książki dla dzieci Own Paper i Atalanta. Razem z George’em Moore’em pisała angielską wersję libretta do irlandzkiej opery Thomasa O'Briena Butlera Muirgheis opartej na mitologii irlandzkiej, wystawionej w Theatre Royal w Dublinie w grudniu 1903 roku. Na przełomie roku 1904–5 jej mąż przeżył załamanie nerwowe i potrzeby finansowe zmusiły Norę do zajęcia się pisaniem powieści The bell and the arrow, historii miłosnej rozgrywająca się w angielskiej wiosce. Powieść ukazała się w 1905 roku.
Zmarła z powodu zakażenia połogowego po urodzeniu drugiej córki 14 kwietnia 1906 roku.

## Dzieła
- Ballads in prose (Roberts Brothers, Boston 1894)
- Under quicken boughs (John Lane, London 1896)
- Songs of the morning (Grant Richards, London 1900)
- Aquamarines (Grant Richards, London 1902)
- The bell and the arrow (1905)
- Dirge for Aoine and other poems (Alston Rivers Ltd., London 1906)